# Franciszek Czerny-Schwarzenberg
Franciszek Czerny-Schwarzenberg (ur. 1 października 1847 w Krakowie, zm. 14 lutego 1917 tamże) – polski naukowiec, z wykształcenia historyk, z zawodu geograf.

## Życiorys
Syn Antoniego (1801-1860), kupca, i Marianny z Schulzów (1813-1857). W latach 1859–1866 uczeń Gimnazjum św. Anny, gdzie uzyskał egzamin dojrzałości z wyróżnieniem. Studiował na Uniwersytecie Jagiellońskim, początkowo na Wydziale Prawa i Administracji (dwa semestry), potem na Wydziale Filozoficznym (1867-1870). W 1871 uzyskał stopień doktora (dysertacja pt. Panowanie Jana Olbrachta i Aleksandra Jagiellończyków, druk: Kraków, 1871). 
W 1872 rozpoczął starania o uzyskanie habilitacji na docenta historii powszechnej. Mimo przedstawienia wymaganych rozpraw naukowych, Rada Wydziału postanowiła zawiesić jego habilitację do czasu dostarczenia szczegółowego planu wykładów. W 1873 Czerny uzyskał uprawnienia do nauczania historii i geografii w gimnazjum. Przez rok pracował jako zastępca nauczyciela (suplent) w Krakowie i Lwowie.
W związku z planami reaktywacji studiów geograficznych na Uniwersytecie Jagiellońskim postanowiono znaleźć kandydata, który po ukończeniu zagranicznych studiów objąłby Katedrę Geografii, zlikwidowaną przez władze zaborcze w 1853. Zdecydowano się na Franciszka Czernego. W październiku 1874 wyjechał on do Wiednia, gdzie uczęszczał na wykłady z geografii fizycznej, mineralogii, klimatologii, geologii i astronomii; rozpoczął również naukę języka angielskiego i pisanie rozprawy dotyczącą geografii Gabonu i źródeł rzeki Ogowe. W kwietniu 1875 przeniósł się na uniwersytet w Lipsku. Na seminarium u Oscara Peschela przedstawił wspominaną pracę. Jej poziom i dojrzałość wywarły duże wrażenie, przygotowania do druku przerwała jednak śmierć Peschela (ostatecznie opublikowano ją w 1876). Dzięki przedłużeniu stypendium rządowego Czerny mógł kontynuować studia. Na początku 1876 napisał pracę poświęconą roli wiatru w kształtowaniu powierzchni Ziemi, opublikowaną wkrótce w prestiżowym "Petermanns Geographische Mitteilungen".
Doskonała opinia zdobyta podczas studiów i pozytywny odbiór pracy miały wpływ na decyzję Rady Wydziału Filozoficznego, która w czerwcu 1876 jednogłośnie zaproponowała Franciszkowi Czernemu stanowisko profesora nadzwyczajnego i objęcie Katedry Geografii. Ponieważ zaistniały zastrzeżenia natury formalnej (brak wymaganej habilitacji), Czerny przedstawił swoje publikacje zagraniczne, program wykładów oraz jednocześnie prośbę o veniam legendi, tj. prawo prowadzenia wykładów przez niesamodzielnego pracownika naukowego. 23 października 1876 przyznano mu habilitację, zaś dwa dni później wygłosił on wykład próbny, stając się następcą Wincentego Pola.
26 września 1877 został mianowany profesorem nadzwyczajnym, a 1 stycznia 1887 profesorem zwyczajnym. W latach 1891/92 i 1892/93 był dziekanem Wydziału Filozoficznego UJ. Był również członkiem Akademii Umiejętności i licznych towarzystw (w tym Towarzystwa Tatrzańskiego – w latach 1877-1880 członek jego zarządu). W 1891 został przewodniczącym komisji egzaminacyjnej dla kandydatów na nauczycieli gimnazjalnych, pracy tej poświęcał się do 1914, tj. prawie do końca życia.
W marcu 1914 pogarszający się stan zdrowia skłonił go do wzięcia urlopu zdrowotnego, zaś we wrześniu 1915 do wystąpienia o emeryturę, którą przyznano mu w lutym 1916.
Zmarł 14 lutego 1917 w Krakowie. Pochowany na cmentarzu Rakowickim w Krakowie.

## Życie prywatne
Franciszek Czerny ożenił się 1 września 1883 z Zofią Bobrzyńską (1863-1928). Mieli pięcioro dzieci: Michała (1885-1918, zginął na froncie), Stefana (1886-1976, prawnik i muzyk), Zofię (1891-1982), Stanisława (ur. 1894, pianista, ojciec Haliny Czerny-Stefańskiej), Władysława (1899-1976, architekt). 

## Praca naukowa i dydaktyczna
Pierwszymi publikacjami naukowymi Franciszka Czernego były prace z zakresu historii: Panowanie Jana Olbrachta i Aleksandra Jagiellończyków (1871), Zawiązki państwowe i kościelne Czech, Polski i Węgier (1872), Trybunat Grakchów (nieopublikowana). W czasie studiów napisał dwie rozprawy, dzięki którym uzyskał habilitację: Entdeckungsgeschichte der Gabun- und Ogowe-Länder und die Ogowe Quellen (1876) oraz Die Wirkung der Winde auf die Gestaltung der Erde (1876), która doczekała się szeregu pozytywnych recenzji, w tym m.in. pióra Alfreda Kirchohoffa. 
Już po objęciu katedry geografii publikował pracę z różnych dziedzin geografii, m.in.: Zarys geografii fizycznej oceanu (1877), Znaczenie lasów zwłaszcza w górach i dla gór (1878), O wytwarzaniu się gór (1879); z zakresu klimatologii i meteorologii: Zmienność klimatu i jej przyczyny (1877, wydana w języku niemieckim 1881), Dzisiejsza prognoza meteorologiczna (1883); geografii regionalnej i politycznej: Handel ludźmi w Afryce (1878), Tonkin (1884), Egipt i Mahdi w Sudanie (1884) czy historii odkryć geograficznych: popularnonaukowy Zarys rozwoju wiedzy o ziemi na tle historii odkryć geograficznych (1880 – pierwsza tego typu publikacja w języku polskim od czasów Lelewela), O wpływie wielkich odkryć geograficznych na Polskę i jej oświatę w XVI wieku (1886). 
W artykule z 1882 pt. Dzisiejszy stan geografii, jej badań i wiadomości przedstawia swoją definicję geografii, którą rozumie jako naukę o Ziemi jako planecie i procesach na niej zachodzących oraz jako naukę o "domu mieszkalnym człowieka". W ten sposób wyodrębnia geografię fizyczno-przyrodniczą (tj. geografię fizyczną) i antropogeografię (tj. geografię społeczno-ekonomiczną). Postuluje samodzielność geografii jako dyscypliny naukowej, posiadającej własny przedmiot i metody badań – pogląd nowoczesny w czasach, kiedy rozumiano ją jako naukę opisową, pomocniczą. W 1889 ukazała się Ogólna geografia handlowa, nowatorska praca, w której przedstawia geografię handlu (rozumianą wówczas jako specjalność  towaroznawstwa) jako część geografii ekonomicznej, której podmiotem badań jest Ziemia, będąca obszarem obiegu jej zasobów. Praca wyprzedzała swoje czasy – zarzucano jej zbyt szerokie ujęcie geograficzne, ekonomiczne, społeczne i historyczne ujęcie, co z perspektywy czasu należy uznać raczej za jej zaletę. 
Po objęciu katedry w 1876 prowadził trzyletni kurs geografii dla studentów Wydziału Filozoficznego, który obejmował: kosmografię, geografię matematyczną, meteorologię, geologie, fizjografię, geografię roślin i zwierząt, historię geografii i geografię Afryki (1 rok); etnografię, geografię handlową, geografię Austro-Węgier (2 rok), geografię regionalną pozostałych krajów Europy i świata (3 rok). Od 1890 na wykłady uczęszczali również studenci Studium Rolniczego UJ; od 1895 mieli oni już oddzielne wykłady. Od roku akademickiego 1902/1903 kurs geografii rozszerzono do 4 lat.
Na wykłady zapisanych było przeciętnie 50 studentów. Od 1879 w ramach Czytelni Akademickiej – organizacji samorządu studenckiego – istniało koło zainteresowań, przekształcone w 1881 w Koło Geografów Młodzieży UJ. Zawieszone, następnie reaktywowane w 1886 jako Koło Geografów Uczniów UJ, z Czernym jako kuratorem, jego cotygodniowe spotkania przekształcają się w ćwiczenia praktyczne. Starania Czernego o powołanie seminarium geograficznego, co byłoby usamodzielnieniem się geografii, skończyły się niepowodzeniem. W 1900 został powołany Instytut Geograficzny "pod kierunkiem i dozorem prof. Czernego", od 1911 nazywany formalnie Gabinetem Geograficznym. 
Pod koniec 1891 profesor Czerny został mianowany przewodniczącym komisji egzaminacyjnej dla kandydatów na nauczycieli szkół średnich, która miała za zadanie podnieść poziom oświaty w Galicji. Sumiennie kierował nią do 1914, do momentu rezygnacji ze względu na stan zdrowia.
Był przeciwnikiem habilitacji Franciszka Bujaka, zatwierdzonej przez UJ w 1905. Według wspomnień Bujaka, naukowca o chłopskim pochodzeniu, Czerny uważał go za socjalistę, odkąd związany wtedy jeszcze politycznie z Stronnictwem Narodowo-Demokratycznym Bujak odmówił jego żądaniu potępienia ruchu ludowego na łamach „Czasu”.

## Podsumowanie
Na uwagę zasługuje zmiana specjalności naukowej Franciszka Czernego – w stosunkowo krótkim czasie z dobrze zapowiadającego się historyka stał się geografem. Duży wpływ miała tutaj jego wrodzona sumienność i dobre opanowanie warsztatu naukowego. 
Krawczyk (1999) wyróżnia trzy okresy w jego działalności:
- okres pierwszy (1874-1890) – przekwalifikowanie się, intensywna praca naukowa – napisał w tym czasie 28 prac, część z nich była istotna i nowatorska, oraz praca dydaktyczna – szeroki program wykładów, realizowany przez niego samotnie do 1910. Jako geograf starał się zwiększyć znaczenie geografii, postrzeganej wówczas jako nauka pomocnicza, m.in. poprzez starania o utworzenia seminarium geograficznego.
- okres drugi (1891-1910) – poświęcenie się pracy dydaktycznej. Przez 23 lata kierował komisją egzaminacyjną dla kandydatów na nauczycieli szkół średnich, dzięki swojej sumienności i wysokim wymaganiom przyczyniał się do podniesienia poziomu kadry pedagogicznej Galicji. Cierpiał na tym jednak rozwój nauki, wykłady, chociaż starannie przygotowane, były szablonowe i nie przygotowywały do samodzielnej pracy naukowej.
- okres trzeci (1910-1917) – pojawienie się współpracowników: Ludomira Sawickiego i Jerzego Smoleńskiego, który m.in. odciążyli go w pracy dydaktycznej; mimo zasadniczych różnic w poglądach (badacz gabinetowy – badacze terenowi) rozumiał potrzebę kontynuacji i rozwoju studiów geograficznych na Uniwersytecie Jagiellońskim, dostrzegał w nich swoich następców.

Działalność Czernego oceniana była niejednoznacznie, jednak nawet osoby mu nieprzychylne doceniały staranność przygotowywanych przez niego wykładów. Ceniono jego publikacje, niejednokrotnie nowatorskie (cytuje go jeszcze w 1947 Józef Szaflarski). 
W okresie PRL został skazany na zapomnienie – niewątpliwy wpływ miały na to jego konserwatywne poglądy i związki z rodziną Bobrzyńskich. Wymieniany jest głównie w negatywnym kontekście. Krzymkowska (1954) nazywa go "zasklepionym w dziwnym egoizmie naukowym", Leszczycki (1954) pisze: "lojalny w służbie austriackiej, o reakcyjnym światopoglądzie stańczykowskim".